# Archie Casely-Hayford
Pour les articles homonymes, voir Casely-Hayford.
Archibald « Archie » Casely-Hayford né en 1898 et mort le 20 août 1977, est un avocat et homme politique ghanéen formé en Grande-Bretagne, impliqué dans la politique nationaliste dans l'ancienne Gold Coast (aujourd'hui le Ghana). 

Après avoir rejoint le Parti de la Convention du Peuple (CPP), il fut élu en 1951 député municipal de Kumasi et nommé par Kwame Nkrumah ministre de l'Agriculture et des Ressources naturelles dans le gouvernement de la Première République. Lorsque Nkrumah a déclaré l'indépendance du Ghana le 6 mars 1957, il a été photographié sur le podium flanqué de Casely-Hayford, avec Kojo Botsio (en), Komla Agbeli Gbedemah, Nathaniel Azarco Welbeck (en) et Krobo Edusei (en).

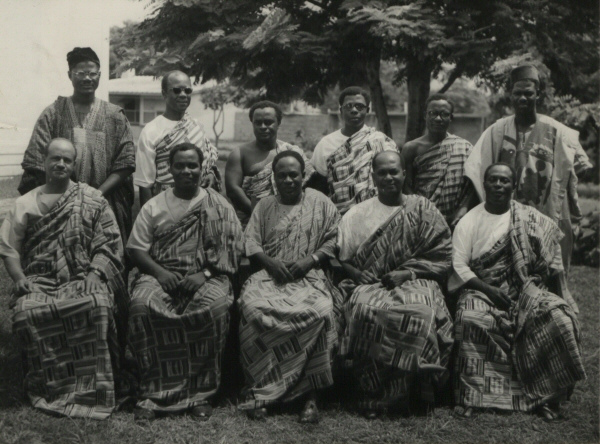
Le cabinet de la Gold Coast, le 6 mars 1957. Première rangée, de gauche à droite : Archie Casely-Hayford, ; Kwamé Nkrumah ; Komla Agbeli Gbedemah, (Haut-commissaire du Ghana à Londres). Rangée arrière, de gauche à droite : J. H. Allassani,,,,,, ministre de l'Industrie.

## Biographie

### Petite enfance et éducation
Archie Casely-Hayford est né à Axim, sur la Gold Coast, de Beatrice Madelene (née Pinnock) et du panafricaniste respecté Joseph Ephraim Casely Hayford. Archie a fait ses études à la Mfantsipim School (en), à Cape Coast, puis en Grande-Bretagne au Dulwich College, à Londres. Il a ensuite étudié au Clare College de l'Université de Cambridge, où il a obtenu une maîtrise en droit et en économie.
Avant de quitter Londres, il épousa Esther (Essie) Smith en mai 1921.
De retour chez lui sur la Gold Coast, il a exercé comme avocat de 1921 à 1936. Il est devenu membre du conseil municipal de Sekondi en 1926 et a été nommé magistrat de district en 1936, devenant magistrat principal de district en 1948, avant de reprendre la pratique juridique privée.

### Politique nationale
Entrant dans la politique nationaliste, il rejoint le Convention People's Party (CPP) de Kwame Nkrumah et, avant les élections de 1951, agit comme avocat de la défense de Nkrumah et d'autres dirigeants du CPP, gagnant ainsi le titre de « Défenseur des Verandah Boys ». Dans le premier gouvernement de Nkrumah, Casely-Hayford fut nommé ministre de l'Agriculture et des Ressources naturelles en 1951, et devint plus tard ministre des Communications et, en 1954, ministre de l'Intérieur.

### Honneurs
Casely-Hayford a été honoré par le Ghana avec la Grande Médaille et a reçu la Médaille du Couronnement de la Reine de la Grande-Bretagne.

### La mort et la famille
Au moment de son décès, à l' hôpital Ridge (en) d'Accra, le 20 août 1977,, il occupait le poste de chancelier de l'Université de Cape Coast. Au cours des années précédentes, il avait également été à la tête de la famille élargie Casely-Hayford. Son fils aîné, Beattie Casely-Hayford (en) est devenu le premier directeur du Ghana Arts Council, et son autre fils, Louis Casely-Hayford était un ingénieur agréé qui a été PDG de la Volta River Authority (en). Son plus jeune fils, Michael Casely-Hayford, est consultant média. Sa fille Désirée vivait en Australie en 2013.